# Yvonne Skattberg
Yvonne Karola Annebäck Skattberg, född 2 maj 1965 i Ljungsarp, är en svensk ståuppkomiker, showartist och föreläsare. 
Yvonne Skattberg arbetade som ansvarig utgivare på tidningsförlaget T&T Media i Köpenhamn när hon i mitten av 1990-talet beslutade sig för att börja med ståuppkomik. År 1997 deltog hon i, och vann, debutanttävlingen Släng dig i väggen och senare var hon del av humorkollektivet En Liten Jävla Kvinnorörelse tillsammans med Anna-Lena Brundin, Zeid Andersson och Ann Westin. Hon utsågs till Årets kvinnliga komiker på Svenska Stand up-galan 2007. 
Föreställningar: 
Alla har ADHD 2011,
Alla har råd - Rapport från korttidsanställningsträsket 2015,
Grab them by the balls 2016. Tilldelades "Uthållighetspriset" på Klara-K dagen 2017